# Jana Černochová
Jana Černochová, née le 26 octobre 1973 à Prague, est une femme politique tchèque, membre du Parti démocratique civique (ODS).

## Biographie

### Situation personnelle
Obtenant son diplôme d'études secondaires en 1992, elle commence à travailler dans une banque comme comptable. 
Elle étudie ensuite les relations internationales à l'université métropolitaine de Prague.
Elle est divorcée et sans enfants.

### Parcours politique
Après avoir rejoint l'ODS en 1997, elle devient active dans la politique municipale, comme conseillère dès 1998 puis comme maire de Prague 2 à deux reprises, de 2006 à 2010 et de mars 2012 à 2021.
Elle est élue députée en 2010.
À la suite des élections de 2017, elle devient présidente de la commission de défense de la Chambre des députés. En décembre 2021, elle devient ministre de la Défense dans le gouvernement Fiala.
Jana Černochová est une fervente partisane du droit à une possession d'armes à feu,.
Ministre de la Défense, elle annonce à la presse son intention de négocier l'établissement d'une base militaire américaine sur le territoire tchèque lors de sa visite aux États-Unis. Cela surprend alors non seulement l'un des partis du gouvernement de coalition, mais surtout l'administration Biden, qui n'envisage pas cette éventualité.